# Bộ Lộc (鹿)
Bộ Lộc, bộ thứ 198 có nghĩa là "hươu" là 1 trong 6 bộ có 11 nét trong số 214 bộ thủ Khang Hy.
Trong Từ điển Khang Hy có 104 chữ (trong số hơn 40.000) được tìm thấy chứa bộ này.

## Tự hình Bộ Lộc (鹿)

Giáp cốt văn
Kim văn
Đại triện
Tiểu triện

## Chữ thuộc Bộ Lộc (鹿)
| Số nét bổ sung | Chữ                                  |
| -------------- | ------------------------------------ |
| 0              | 鹿/lộc/                              |
| 2              | 麀/ưu/ 麁/thô/ 麂/kỷ/                |
| 4              | 麃/biều/ 麄/thô/                     |
| 5              | 麅/bào/ 麆/sự/ 麇/khuân/ 麈/chủ/     |
| 6              | 麉 麊/mi/ 麋/mi/                     |
| 7              | 麌/ngu/ 麍 麎/thần/ 麏/quân/ 麐/lân/ |
| 8              | 麑/nghê/ 麒/kỳ/ 麓/lộc/ 麔 麕 麖 麗  |
| 9              | 麘/hương/ 麙/hàm/ 麚/gia/ 麛/my/     |
| 10             | 麜/lật/ 麝/xạ/                       |
| 11             | 麞/chương/                           |
| 12             | 麟/lân/                              |
| 13             | 麠/canh/                             |
| 14             | 麡                                   |
| 17             | 麢/linh/                             |
| 20             | 麣                                   |
| 22             | 麤/thô/                              |